# 塔考甘 (伊利諾伊州)
塔考甘（英語：Tacaogane）是位於美國伊利諾伊州普瓦斯基縣的一個鬼鎮。由於此地已於17世紀被荒廢，本地已無人居住。

## 地理
塔考甘的座標為37°19′26″N 89°10′00″W / 37.32389°N 89.16667°W，而該地的平均海拔高度為109米（即358英尺）。